# Gabriel Leyes
Hober Gabriel Leyes Viera (Paysandú, Uruguay, 29 de mayo de 1990) es un futbolista uruguayo. Juega como delantero centro y su equipo actual es el Paysandú de la Primera División Amateur de Uruguay.

## Trayectoria

### River Plate
Leyes dio sus primeros pasos en el fútbol en C. A. Juventud Unida, también pasando por el C. A. Litoral de su Paysandú natal, desde donde llegó al capitalino River Plate, llegó a pasar una prueba donde enfrentó a Defensor Sporting y le anotó. El técnico Eduardo Del Capellán aprobó su fichaje por 4 años. Hizo su debut profesional en 2011. En la temporada 2012-13 fue goleador del equipo con 10 goles junto a Felipe Avenatti. Ayudó a su equipo a clasificar a la Copa Sudamericana 2013 y fue campeón del Torneo Preparación 2012 (primer título AUF de la institución en Primera División).

### Peñarol
Sus buenas actuaciones en el conjunto darsenero, que incluso lo llevaron a portales internacionales hicieron que Peñarol lo comprara a mediados de 2013 por 4 temporadas, por el 50% de su pase. Llegó bajo las órdenes de Diego Alonso. Participó en la Copa Sudamericana 2013 y la Copa Libertadores 2014. Aquí en Peñarol jugó con Marcelo Zalayeta, Antonio Pacheco, Fabián Estoyanoff, Diego Forlán y el peruano Paolo Hurtado.
Se consagró campeón en dos ocasiones con el equipo mirasol, Torneo Clausura 2015 del Campeonato 2014-15 y el Torneo Apertura 2015 del Campeonato 2015-16.

### Juventud
Las pocas oportunidades que tuvo en el conjunto mirasol sumado a la llegada de nuevos jugadores en su puesto hizo que previo al comienzo de la segunda ronda del Campeonato uruguayo 2015-16 fuera cedido a préstamo, se marchó a Juventud de Las Piedras.

### Plaza Colonia
El 2 de agosto se confirmó como nuevo refuerzo de Plaza Colonia, para jugar la Copa Sudamericana 2016. No duró mucho en el club.

### Liverpool
En 2017 llegó a Liverpool, en donde estuvo apenas medio año al igual que con su anterior equipo.

### Alianza Lima
A mediados el 2017 firma contrato con Alianza Lima de Perú. Anotó su primer gol oficial en el club ante Academia Deportiva Cantolao. Un doblete suyo ante el Club Deportivo Comerciantes Unidos le daría el título del Torneo Clausura 2017 a Alianza Lima y por ende el título nacional. En el año 2018, Gabriel Leyes pudo participar en la Copa Libertadores de América y en dicha temporada, aunque gozó de muchas menos oportunidades de jugar. Por este último motivo se desvinculó del cuadro blanquiazul.

### River Plate
Tras desvincularse de Alianza, a mediados de 2018 volvió a su país para jugar por River Plate. Jugó 21 partidos y marcó solo un gol.

### Cerro Largo
Tras pasar por River Plate ficha por Cerro Largo en 2020. Debido a la llegada de la pandemia, no disfrutó de muchos partidos en el club.

### Academia Cantolao
En 2021 firma por el Cantolao de la Liga1 de Perú, siendo el máximo goleador del equipo en esa temporada con 11 goles. Terminaría en el puesto 13 en la tabla acumulada.

### Carlos Stein
En el 2022 ficha por el Carlos Stein, donde desciende al quedar último puesto en la tabla acumulada.

### Academia Cantolao
Volvería a Cantolao en el 2023. Su debut oficial sería por la fecha 3 frente a Universitario de Deportes, partido que terminaría 4 a 0 a favor de los merengues. Terminaría el Torneo Apertura con apenas 4 goles en 17 partidos, además de quedar último en la tabla con solo 9 puntos, razones que lo harían desligar del club el 17 de junio de 2023.

### C. S. D. Municipal
Por primera vez, Leyes juega fuera de Sudamérica, en este caso en el C. S. D. Municipal de Guatemala. Debutó el sábado 19 de agosto de 2023 ante Deportivo Mixco.

## Estadísticas

### Clubes
Actualizado al último partido disputado el 30 de noviembre de 2023.
| River Plate · Uruguay | 1.ª           | 2010-11       | 3   | 0  | — | — | —  | — | 3   | 0  | 0    |
| River Plate · Uruguay | 1.ª           | 2011-12       | 15  | 3  | — | — | —  | — | 15  | 3  | 0.2  |
| River Plate · Uruguay | 1.ª           | 2012-13       | 26  | 10 | — | — | —  | — | 26  | 10 | 0.38 |
| Peñarol · Uruguay | 1.ª           | 2013-14       | 7   | 0  | — | — | 1  | 0 | 8   | 0  | 0    |
| Peñarol · Uruguay | 1.ª           | 2014-15       | 9   | 2  | — | — | —  | — | 9   | 2  | 0.22 |
| Peñarol · Uruguay | 1.ª           | 2015-16       | 2   | 0  | — | — | —  | — | 2   | 0  | 0    |
| Peñarol · Uruguay | Total club    | Total club    | 18  | 2  | 0 | 0 | 1  | 0 | 19  | 2  | 0.11 |
| Juventud · Uruguay | 1.ª           | 2015-16       | 10  | 2  | — | — | —  | — | 10  | 2  | 0.2  |
| Juventud · Uruguay | Total club    | Total club    | 10  | 2  | 0 | 0 | 0  | 0 | 10  | 2  | 0.2  |
| Plaza Colonia · Uruguay | 1.ª           | 2016          | 11  | 5  | — | — | 1  | 0 | 12  | 5  | 0.42 |
| Plaza Colonia · Uruguay | Total club    | Total club    | 11  | 5  | 0 | 0 | 1  | 0 | 12  | 5  | 0.42 |
| Liverpool · Uruguay | 1.ª           | 2017          | 10  | 1  | — | — | —  | — | 10  | 1  | 0.1  |
| Liverpool · Uruguay | Total club    | Total club    | 10  | 1  | 0 | 0 | 0  | 0 | 10  | 1  | 0.1  |
| Alianza Lima · Perú | 1.ª           | 2017          | 12  | 3  | — | — | —  | — | 12  | 3  | 0.25 |
| Alianza Lima · Perú | 1.ª           | 2018          | 9   | 0  | — | — | 4  | 0 | 13  | 0  | 0    |
| Alianza Lima · Perú | Total club    | Total club    | 21  | 3  | 0 | 0 | 4  | 0 | 25  | 3  | 0.12 |
| River Plate · Uruguay | 1.ª           | 2018          | 7   | 0  | — | — | —  | — | 7   | 0  | 0    |
| River Plate · Uruguay | 1.ª           | 2019          | 13  | 1  | — | — | 1  | 0 | 14  | 1  | 0.07 |
| River Plate · Uruguay | Total club    | Total club    | 64  | 14 | 0 | 0 | 1  | 0 | 65  | 14 | 0.22 |
| Cerro Largo · Uruguay | 1.ª           | 2020          | 11  | 1  | — | — | —  | — | 11  | 1  | 0.09 |
| Cerro Largo · Uruguay | Total club    | Total club    | 11  | 1  | 0 | 0 | 0  | 0 | 11  | 1  | 0.09 |
| Academia Cantolao · Perú | 1.ª           | 2021          | 22  | 11 | 1 | 0 | —  | — | 23  | 11 | 0.48 |
| Carlos Stein · Perú | 1.ª           | 2022          | 28  | 7  | — | — | —  | — | 28  | 7  | 0.25 |
| Carlos Stein · Perú | Total club    | Total club    | 28  | 7  | 0 | 0 | 0  | 0 | 28  | 7  | 0.25 |
| Academia Cantolao · Perú | 1.ª           | 2023          | 17  | 4  | — | — | —  | — | 17  | 4  | 0.24 |
| Academia Cantolao · Perú | Total club    | Total club    | 39  | 15 | 1 | 0 | 0  | 0 | 40  | 15 | 0.38 |
| C. S. D. Municipal · Guatemala | 1.ª           | 2023          | 13  | 5  | — | — | —  | — | 13  | 5  | 0.38 |
| C. S. D. Municipal · Guatemala | Total club    | Total club    | 13  | 5  | 0 | 0 | 0  | 0 | 13  | 5  | 0.38 |
| Danubio F. C. · Uruguay | 1.ª           | 2024          | 23  | 3  | — | — | 6  | 0 | 29  | 3  | 0.1  |
| Danubio F. C. · Uruguay | Total club    | Total club    | 23  | 3  | 0 | 0 | 6  | 0 | 29  | 3  | 0.1  |
| Total carrera | Total carrera | Total carrera | 248 | 58 | 1 | 0 | 13 | 0 | 262 | 58 | 0.22 |
| (1)Incluye datos de la Copa Bicentenario. (2)Incluye datos de la Copa Sudamericana y la Copa Libertadores. (3) Media de goles por encuentro. No incluye goles en partidos amistosos. |               |               |     |    |   |   |    |   |     |    |      |

## Vida personal
El primer nombre de Leyes, Hober, se lo dieron sus padres en honor a la leyenda de Peñarol, Juan Hohberg.

## Palmarés

### Campeonatos nacionales
| Título                      | Club         | País    | Año  |
| --------------------------- | ------------ | ------- | ---- |
| Primera División de Uruguay | Peñarol      | Uruguay | 2016 |
| Primera División del Perú   | Alianza Lima | Perú    | 2017 |

### Torneos cortos
| Título             | Club         | País    | Año  |
| ------------------ | ------------ | ------- | ---- |
| Torneo Clausura    | Peñarol      | Uruguay | 2015 |
| Torneo Apertura    | Peñarol      | Uruguay | 2016 |
| Torneo Clausura    | Alianza Lima | Perú    | 2017 |
| Supercopa Movistar | Alianza Lima | Perú    | 2018 |